# Adam Jezierski
Pour les articles homonymes, voir Jezierski.
Adam Jezierski, né le 11 juillet 1990 à Varsovie, est un acteur hispano-polonais. Il est surtout connu pour avoir joué dans la série Physique ou Chimie.

## Biographie
Né à Varsovie, Adam Jezierski n'a pas vécu longtemps en Pologne, sa famille ayant immigré en Espagne alors qu'il était âgé de 7 ans. Ils ont déménagé à Madrid, ville où il habite. 

## Carrière

### Débuts
Connu pour avoir joué dans Physique ou Chimie, il a commencé sa carrière d'acteur par de petits rôles dans des séries. Il a fait de brèves apparitions dans de nombreuses séries comme Hospital Central, Cuestión de sexo et Cuéntame cómo pasó. On a aussi pu le voir dans les courts métrages Sueños (2003) et Siete (2004), puis dans les longs-métrages Gordos (2009) et Tensión sexual no resuelta (2010).

### 2008-2011:Physique ou Chimie
Adam Jezierski a joué le personnage de Grégory « Greg » (Gorka) Martínez dans la série Physique ou Chimie (Física o química), sur la chaîne Antena 3. La série est diffusée en France sur Numéro 23. Greg fume et prend de la drogue ; il est plutôt peu sympathique avec ses amis. Il sort avec Ruth, mais lui rend la vie impossible. Ruth, folle amoureuse, ne veut pas vraiment le quitter. Puis Il couche avec Paola (Angy Fernández) qui tombe enceinte à 17 ans. Il partira tout le long de la saison 5, car il était accusé de viol et ne voulait pas aller en prison. Il partira à la fin de la saison 6 avec Paola. Ils reviennent à la fin du dernier épisode de la série pour faire leurs adieux à Zurbaran.

### De 2012 à 2022
De 2012 à 2014, il a participé à la sitcom d'Antena 3, Con el culo al aire jouant le rôle de Javi, le fils du churrero, participant de la saison 1 à la saison 3. D'août 2015 à décembre 2016, il a joué le rôle de Cristian dans la série de Cuatro, Gym Tony, rejoignant le casting principal pour la saison 4. En 2016, il a joué son propre rôle dans un épisode de la série de Flooxer (plus tard produite par Netflix) Paquita Salas. En 2017, il est revenu jouer le personnage de Cristián dans le spin-off de la série Gym Tony, Gym Tony LC sur FDF. La même année, il participe à la série La peluquería de Televisión Española en incarnant Andrés dans l'unique saison de la série.
En 2019, il participe à la série Vota Juan de TNT (Espagne), dans laquelle il joue le rôle de Víctor, le conseiller du personnage principal (interprété par Javier Cámara), et qui lui vaut une nomination aux Feroz Awards 2020 en tant que meilleur acteur dans un second rôle dans une série. En 2021 et 2022, il joue le rôle de Medina dans la série Amar es para siempre d'Antena 3.

### Carrière théâtrale
Il a une courte carrière au théâtre, avec des rôles dans la pièce De cerca nadie es normal, aux côtés de Silvia Espigado et Paco Maestre (première au Teatro Amaya de Madrid en mars 2009), et dans la production de la pièce Yo me bajo en la próxima, y usted? d'Adolfo Marsillach, en 2015. En 2019, il joue le rôle du frère de Billy dans la comédie musicale Billy Elliot.

## Filmographie

### Au cinéma
| Année | Film                                         | Personnage           | Réalisateur             | Genre              | Durée  |
| ----- | -------------------------------------------- | -------------------- | ----------------------- | ------------------ | ------ |
| 2003  | Sueños (court métrage)                       | Achan                | Daniel Guzmán           | Drame/Enfance      | 10m    |
| 2004  | Siete (court métrage)                        | Amigo                | Arturo Ruiz Serrano     | Drame              | 12m    |
| 2009  | Gordos                                       | Luis                 | Daniel Sánchez Arévalo  | Drame/Comédie      | 1h 50m |
| 2010  | Tensión sexual no resuelta                   | Nicolás "Nico" Vidal | Miguel Ángel Lamata     | Comédie            | 1h33m  |
| 2010  | Cruzando el límite                           | Migue                | Xavi Giménez            | Drame              | 1h 30m |
| 2011  | Verbo                                        | Foco                 | Eduardo Chapero-Jackson | Fantaisie/Suspense | 1h 27m |
| 2011  | Turno de noche (court métrage)               | Pablo                |                         |                    |        |
| 2012  | Vado Permanente (court métrage)              | Javi                 | Daniel Bernal           | Drame              | 13m    |
| 2013  | Tres 60                                      | Ruso                 | Alejandro Ezcurdia      | Drame/Mystère      | 1h 38m |
| 2013  | Blockbuster                                  | Miguel               | Tirso Calero            | Drame/Comédie      | 1h 44m |
| 2017  | Aprieta pero raramente ahoga (court métrage) | Daniel               | David Pérez Sañudo      | Mystère            | 15m    |
| 2018  | Jefe                                         | Charly               | Sergio Barrejón         | Comédie            | 1h 29m |

### À la télévision
| Année       | Série                            | Chaîne              | Personnage                     | Épisodes     |
| ----------- | -------------------------------- | ------------------- | ------------------------------ | ------------ |
| 2007        | Cuéntame cómo pasó               | La 1                | Santi                          | 2 Épisodes   |
| 2007        | Hospital Central                 | Telecinco           | Antonio Almenara               | 1 Épisode    |
| 2008 - 2011 | Physique ou Chimie               | Antena 3            | Gorka Martínez Mora            | 52 Épisodes  |
| 2011        | Ángel o demonio                  | Telecinco           | Jonás                          | 1 Épisode    |
| 2011 - 2012 | Cheers (Espagne)                 | Telecinco           | Yuri Semionov                  | 7 Épisodes   |
| 2012 - 2014 | Con el culo al aire              | Antena 3            | Javier "Javi" Colmenarejo Díaz | 36 Épisodes  |
| 2013        | Tormenta                         | Antena 3            | Leo                            | 2 Épisodes   |
| 2015        | Aula de castigo                  | Vimeo               | Rubén                          | 2 Épisodes   |
| 2015 - 2016 | Gym Tony                         | Cuatro              | Cristian                       | 170 Épisodes |
| 2016        | Paquita Salas                    | Flooxer             | Lui-même                       | 1 Épisode    |
| 2017        | La peluquería                    | La 1                | Andrés                         | 118 Épisodes |
| 2017        | Gym Tony LC                      | FDF                 | Cristian                       | 60 Épisodes  |
| 2019        | Vota Juan                        | TNT Espagne         | Víctor Sanz                    | 8 Épisodes   |
| 2020        | Vamos Juan                       | TNT Espagne         | Víctor Sanz                    | 6 Épisodes   |
| 2020 - 2021 | Física o químicaː El reencuentro | Atresplayer Premium | Gorka Martínez Mora            | 2 Épisodes   |
| 2021 - 2022 | Amar es para siempre             | Antena 3            | Melicarpo Medina               | 243 Épisodes |
| 2021 - 2022 | Venga Juan                       | HBO España          | Víctor Sanz                    | 5 Épisodes   |
| 2022        | Señor, dame paciencia            | Atresplayer Premium | Goyito Zaldívar Ramos          | 8 Épisodes   |
| 2023        | Los Farad                        | Prime Video         |                                | 8 Épisodes   |

## Émissions de télévision
| Émissions de télévision | Émissions de télévision | Émissions de télévision | Émissions de télévision | Émissions de télévision                      |
| Année                   | Titre                   | Chaîne                  | Rôle                    | Notes                                        |
| ----------------------- | ----------------------- | ----------------------- | ----------------------- | -------------------------------------------- |
| 2018                    | Tu cara me suena 6      | Antena 3                | Invité                  | Imitation de Dani Martín (El Canto del Loco) |

## Théâtre
| 2009 | De cerca nadie es normal | Pablo |
| 2013 | El cojo de inishmaan     |       |

## Prix et nominations
| Prix et Année      | Catégorie                                                                  | Film       | Résultat |
| ------------------ | -------------------------------------------------------------------------- | ---------- | -------- |
| Premios Feroz 2020 | Prix Feroz du meilleur acteur dans un second rôle dans une série télévisée | Vota Juan  | Nommé    |
| Premios Feroz 2022 | Prix Feroz du meilleur acteur dans un second rôle dans une série télévisée | Venga Juan | Nommé    |